# Kledi Kadiu (Schwimmer)
Kledi Kadiu (geboren am 28. Oktober 2003) ist ein albanischer Schwimmer.

## Erfolge
2019 nahm er an den Junioreneuropameisterschaften teil, bei denen er unter anderem mit einem Ergebnis von 1:53,73 min einen neuen albanischen Rekord über 200 m Freistil aufstellte. Im selben Jahr nahm er auch an der Weltmeisterschaft in Gwangju teil, wo er an zwei Wettbewerben teilnahm. Im 100-m-Freistil-Wettbewerb belegte er in der Endwertung den 80. Platz mit einem Ergebnis von 52,53 s, während er im 200-m-Freistil-Wettbewerb mit einer Zeit von 1:55,11 min den 52. Platz belegte.
2021 vertrat er sein Land bei den Olympischen Sommerspielen in Tokio, wo er über 100 m Freistil antrat. Er schied in den Vorläufen aus, nachdem er in 51,65 s den 52. Platz belegt hatte.